# Mont Victoria (Canada)
Pour les articles homonymes, voir Mont Victoria.
Le mont Victoria est une montagne située dans  l’Ouest canadien. Localisé au Nord de Queens Reach, dans la baie Jervis, et faisant partie des chaînes côtières du Pacifique, il appartient à la Colombie-Britannique.
Le mont Victoria a été baptisé ainsi en l’honneur de la princesse Victoria du Royaume-Uni en 1860 par la mission exploratrice du HMS Plumper, qui a été la première à cartographier la région,.